# Lliga Catalana d’Escacs
Lliga Catalana d'Escacs – drużynowe rozgrywki szachowe w Katalonii. Organizatorem rozgrywek jest Federació Catalana d’Escacs.

## Historia
Pierwsza edycja odbyła się w 1927 roku, a zwyciężyła Penya Gracienca przed CE Ruy López. Przed II wojną światową mistrzostwa odbywały się nieregularnie; zorganizowano cztery edycje. Po zakończeniu wojny rozgrywano mistrzostwa regularnie, (nie odbyły się mistrzostwa w latach 1946, 1950, 1952 i 2021). Każdy sezon, z wyjątkiem 1951, był rozgrywany systemem każdy z każdym.

## Zwycięzcy
Źródła: Federació Catalana d’Escacs, OlimpBase

- 1927: Penya Gracienca
- 1930: CE Ruy López
- 1932: CE Barcelona
- 1934: CE Ruy López-Tívoli
- 1945: CA Barcelona
- 1947: CA Barcelona
- 1948: CA Sabadell
- 1949: CA Ruy López-Tívoli
- 1951: CA Español
- 1953: CA Ruy López-Tívoli
- 1954: CA Tarrasa
- 1955: CA Barcelona
- 1956: CA Barcelona
- 1957: CA Barcelona
- 1958: CA Barcelona
- 1959: CA Barcelona
- 1960: CA Paluzie
- 1961: CA Español
- 1962: CA Español
- 1963: CA Ruy López-Paluzíe
- 1964: CE Terrassa
- 1965: CE Ruy López-Paluzíe
- 1966: CE Ruy López-Paluzíe
- 1967: CE Terrassa
- 1968: CE Ruy López-Paluzíe
- 1969: CE Ruy López-Paluzíe
- 1970: UGA Barcelona
- 1971: CE Espanyol
- 1972: CE Terrassa
- 1973: UGA Barcelona
- 1974: UGA Barcelona
- 1975: CE Espanyol
- 1976: UGA Barcelona
- 1977: CE Olot
- 1978: Vulcà Barcelona
- 1979: Vulcà Barcelona
- 1980: Barcinona
- 1981: Vulcà Barcelona
- 1982: UGA Barcelona
- 1983: Vulcà Barcelona
- 1984: Vulcà Barcelona
- 1985: Vulcà Barcelona
- 1986: UGA Barcelona
- 1987: UGA Barcelona
- 1988: Vulcà Barcelona
- 1989: CE Barcelona
- 1990: Vulcà Barcelona
- 1991: Vulcà Barcelona
- 1992: Vulcà Barcelona
- 1993: Vulcà Barcelona
- 1994: Barcino Barcelona
- 1995: Barcino Barcelona
- 1996: UGA Barcelona
- 1997: UGA Barcelona
- 1998: UE Foment Martinenc
- 1999: CE Barcelona-Vulcà
- 2000: CE Barcelona-Vulcà
- 2001: UGA Barcelona
- 2002: CE Barcelona-Vulcà
- 2003: UGA Barcelona
- 2004: UGA Barcelona
- 2005: UGA Barcelona
- 2006: UE Montcada
- 2007: UE Montcada
- 2008: UE Montcada
- 2009: UE Montcada
- 2010: SCC Sabadell
- 2011: UGA Barcelona
- 2012: EE Barcelona
- 2013: SCC Sabadell
- 2014: CE Barcelona-UGA
- 2015: CE Barcelona-UGA
- 2016: CE Mollet
- 2017: SCC Sabadell
- 2018: SCC Sabadell
- 2019: SCC Sabadell
- 2020: SCC Sabadell/CE Barberà/CE Mollet/EE Barcelona
- 2022: CE Barberà
- 2023: SCC Sabadell
- 2024: CE Platja d’Aro
- 2025: SCC Sabadell